# E13 (trasa europejska)
E13 – trasa europejska pośrednia północ-południe, znajdująca się w całości na obszarze Wielkiej Brytanii. W ciągu trasy znajdują się dwie brytyjskie autostrady:
- M18: Doncaster – Thurcroft
- M1: Thurcroft – Londyn

Przebieg E13 nie jest w ogóle oznakowany.

## Stary system numeracji
Do 1985 obowiązywał poprzedni system numeracji, według którego oznaczenie E13 dotyczyło trasy: Lyon – Chambéry – Modane – Torino – Milano – Brescia – Verona – Vicenza – Padova – Mestre – Venezia. Arteria E13 była wtedy zaliczana do kategorii „A”, w której znajdowały się główne trasy europejskie.

### Drogi w ciągu dawnej E13
Lista dróg opracowana na podstawie materiału źródłowego
| Francja | - droga nr 6: Lyon – Les Échelles – Chambéry – Chamousset – La Chambre – Modane – Lanslebourg – granica z Włochami                                                                  |
| Włochy  | - droga nr 25: granica z Francją – Susa – Avigliana – Torino - autostrada A4: Torino – Novara – Milano – Bergamo – Verona – Vicenza – Padova – Mestre - droga E13: Mestre – Venezia |

## Miejscowości w ciągu trasy
- Doncaster
- Sheffield
- Nottingham
- Leicester
- Northampton
- Luton
- Londyn